# 柚原完蔵
柚原 完蔵（ゆはら かんぞう、1872年6月20日（明治5年5月15日） - 1940年12月6日）は、日本陸軍の軍人。最終階級は陸軍中将。

## 経歴
元津藩士、衆議院議員・伊東祐賢の二男として生れ、柚原具致の養子となる。陸軍幼年学校を経て、1893年（明治26年）7月、陸軍士官学校（4期）を卒業。1894年（明治27年）3月、歩兵少尉に任官し歩兵第19連隊付となる。同年9月から翌年7月まで日清戦争に出征。陸軍戸山学校教官、歩兵第19連隊中隊長などを経て、1901年（明治34年）11月、陸軍大学校（15期）を卒業。
1902年（明治35年）11月、陸士教官となり、教育総監部参謀に異動し、1904年（明治37年）8月、歩兵少佐に昇進。1905年（明治38年）3月、第12師団参謀に着任し日露戦争に出征。同年9月、清国駐屯軍参謀に就任し、第5師団参謀を経て、1908年（明治41年）12月、歩兵中佐に進級し歩兵第62連隊付となる。1912年（明治45年）3月、徳島連隊区司令官に就任し、1913年（大正2年）1月、歩兵大佐に昇進し歩兵第12連隊長に着任。1914年（大正3年）8月、第10師団参謀長となり、1917年（大正6年）8月、陸軍少将に進級し歩兵第13旅団長に就任した。
1918年（大正7年）8月から翌年4月までシベリア出兵に出征し満州里において居留民保護に当たる。1920年（大正9年）8月から翌年4月までサガレン州派遣軍に属し北樺太に出征した。1921年（大正10年）4月、第14師団司令部付となり、第8師団留守司令官を経て、1922年（大正11年）8月、陸軍中将に進む。同年11月、第6師団長に親補され、1926年（大正15年）3月、予備役に編入。

## 栄典
- 1894年（明治27年）5月1日 - 正八位[1]
- 1922年（大正11年）9月11日 - 従四位[2]
- 1924年（大正13年）12月1日 - 正四位[3]

## 親族
- 長男 柚原具重（陸軍中佐）
- 三男 柚原久（陸軍中佐）